# Gernot Rohr
Pour les articles homonymes, voir Rohr.
Gernot Rohr, né le 28 juin 1953 à Mannheim en Allemagne, est un footballeur allemand reconverti entraîneur. Il est le fils de Philipp Rohr et le petit-neveu d'Oskar Rohr, tous deux footballeurs professionnels. 
Il possède également la nationalité française.

## Carrière de joueur
Gernot Rohr commence à jouer à partir de 11 ans dans l'équipe du quartier de sa ville natale, Mannheim, le VfL Neckarau. En 1970 et 1971, il fait ses débuts en équipe d'Allemagne junior et rejoint en 1972 le Bayern de Munich. Sous la direction de Udo Lattek, il joue alors aux côtés de Franz Beckenbauer, Sepp Maier, Gerd Müller, Uli Hoeneß et autre Paul Breitner. Il remporte à deux reprises le Championnat d'Allemagne, puis la Coupe d'Europe des clubs champions 1974.
A l'été 1977, après un passage en retrait dans les équipes du SV Waldhof Mannheim et des Kickers Offenbach, Rohr, âgé de 24 ans, rejoint la première division française et les Girondins de Bordeaux.
Aux côtés de joueurs comme Alain Giresse, Bernard Lacombe, Marius Trésor, Jean Tigana ou Patrick Battiston, Rohr va devenir une pièce essentielle de la défense des Girondins et gagne à trois reprises le titre de champion de France, en 1984, 1985, 1987, ainsi que deux Coupes de France, en 1986 et 1987.
Il fait partie de l'équipe qui a failli éliminer la Juventus de Michel Platini lors de la Coupe des Champions 1985. Rohr s'occupe alors du marquage individuel de Platini lors du match retour au Parc Lescure.
Il quitte les Girondins en 1989 après plus de 350 matchs pour une dizaine de buts et deux titres de meilleur défenseur de la saison.

## Carrière d'entraîneur
Après sa carrière de joueur, il reste en Gironde et devient alors directeur sportif et responsable du centre de formation. Il quitte à plusieurs reprises ses fonctions pour passer derrière le banc, par intérim, de l'équipe première.
Ainsi, d'août à septembre 1990, il remplace Raymond Goethals après son licenciement, et reste en place le temps de l'arrivée de Gérard Gili, en provenance de l'OM. Rohr revient à la suite de Gili, entraîne l'équipe pour la saison 1991-1992 et fait remonter le club, relégué administrativement la saison précédente, de la deuxième à la première division.
Il réalise sa dernière pige en tant qu'entraîneur des Girondins en 1996, à la suite des mauvais résultats de l'équipe et le renvoi en février de Slavo Muslin. Il mène alors l'équipe comportant le « trio magique » des Girondins — Zinédine Zidane, Christophe Dugarry et Bixente Lizarazu —, mais aussi des joueurs de talent comme Richard Witschge, Jean-Luc Dogon et Gaëtan Huard. Les Girondins réussissent l'exploit de battre l'AC Milan lors du match retour du quart-de-finale de la Coupe de l'UEFA 3 buts à 0, avec un but de Didier Tholot et deux de Dugarry. Après avoir sorti le SK Slavia Prague en demi-finale, les Girondins s'inclineront en finale contre l'ancienne équipe de Rohr, le Bayern.
En 1998-1999, Rolland Courbis vient remplacer Rohr comme en 1992, ce dernier devient alors directeur technique de l'Eintracht Francfort. Il rejoint ensuite Alain Afflelou, ancien président des Girondins, dans son nouveau club, l'Union sportive Créteil-Lusitanos, pour une saison, avant de revenir aux Girondins pour diriger le centre de formation de l'équipe.
En 2002, il rejoint l'OGC Nice pour prendre la suite de Sandro Salvioni. Rohr occupe le poste pendant deux saisons. Le 25 avril 2005, le président de l'OGC Nice, Maurice Cohen, met fin à ses fonctions. 
Il décide alors de rejoindre l'équipe du Red Bull Salzbourg en Autriche, pour occuper le poste  de coordinateur de l'équipe. Puis en 2005-06, il remplace Hans-Peter Zaugg à la tête du Berner Sport Club Young Boys, qu’il mène jusqu’en finale, perdue, de la Coupe de Suisse.
En mai 2007, il est nommé entraîneur du club corse de l'Athletic Club Ajaccien qu'il quitte fin août 2008 en raison d'un désaccord avec le président Orsoni.
Le 27 novembre 2008, il entame une nouvelle aventure au club tunisien de l'Étoile Sportive du Sahel. Il en est limogé le 15 mai 2009.
Le 9 juin 2009, Gernot Rohr succède à Élie Baup à la tête du Football Club de Nantes qui vient alors d'être relégué en Ligue 2. Il est lui-même remplacé le 3 décembre 2009 .
En février 2010, Gernot Rohr succède à Alain Giresse à la tête des Panthères du Gabon,. Il mène l'équipe du Gabon en quarts de finale de la CAN 2012. Il reste en poste jusqu'à la fin de son contrat, le 29 février 2012.
Le 5 septembre 2012, il est nommé sélectionneur du Niger. En octobre 2014, il démissionne de son poste pour cause de mauvais résultats.
Le 24 février 2015, il est nommé sélectionneur du Burkina Faso. Il démissionne en décembre 2015.
En août 2016, il est nommé conseiller technique de l'équipe du Nigeria. Il travaille ainsi avec Salisu Yusuf, "Chief coach" des Super Eagles. Ensemble, ils qualifient le Nigeria pour la Coupe du monde 2018 en Russie.
Avec les Super Eagles, il participe à la Coupe du monde 2018 (élimination au premier tour) ainsi qu'à la CAN 2019 (3e place). En 2020, il prolonge son contrat de deux années supplémentaires avec la fédération nigériane.
À moins d'un mois de la Coupe d'Afrique des nations 2021, programmée du 9 janvier au 6 février au Cameroun, la fédération du Nigeria de football annonce mettre fin à sa collaboration avec Gernot Rohr .
En février 2023, il est nommé sélectionneur de l'équipe du Bénin.

## Palmarès

### Joueur
- Champion de RFA en 1973 et 1974 avec le Bayern Munich
- Champion de France en 1984, 1985 et 1987 avec les Girondins de Bordeaux
- Vainqueur de la Coupe de France en 1986 avec les Girondins de Bordeaux
- Vice-champion de France en 1983 et 1988 avec les Girondins de Bordeaux

### Entraîneur
- Champion de France de Division 2 en 1992 avec les Girondins de Bordeaux
- Finaliste de la Coupe de l'UEFA en 1996 avec les Girondins de Bordeaux
- Médaille de Bronze (3e) à la CAN 2019 en Égypte avec la sélection du Nigeria